# Ты — воплощение порока
«Ты — воплоще́ние поро́ка» (англ. You're the Worst) — американский комедийный телесериал, созданный Стивеном Фолком. Сюжет вращается вокруг эгоцентричного писателя Джимми и саморазрушительной пиарщицы Гретхен. Эти две пагубные личности делают попытку построить отношения. Премьера шоу состоялась на телеканале FX 17 июля 2014 года.
30 сентября 2014 года FX продлил сериал на второй сезон из 13 эпизодов, премьера которого состоялась на сестринском канале FXX 9 сентября 2015 года. 2 декабря 2015 канал продлил сериал на третий сезон. 28 сентября 2016 года сериал был продлен на четвёртый сезон. 15 ноября 2017 года сериал был продлён на пятый и финальный сезон, премьера которого состоялась 9 января 2019 года.

## В ролях

### Основной состав
- Крис Гир — Джимми Шайв-Оверли
- Ая Кэш — Гретхен Катлер
- Десмин Боргес[англ.] — Эдгар Куинтеро
- Кетер Донохью — Линдси Джиллиан

### Второстепенный состав
- Джанет Вэрни — Бекка Барбара
- Тодд Роберт Андерсон — Вернон Барбара
- Аллан Маклеод — Пол Джиллиан
- Шэйн Френсис Смит — Киллиан Мунс
- Брэндон Майкал Смит[англ.] — Сэм Дресден
- Стив Эйджи — Датч (сезоны 1—4)
- Стивен Шнайдер — Тай Вайлэнд (сезоны 1—2, 4)
- Джиовонни Самуэльс[англ.] — Брианна (сезон 1)
- Даррелл Бритт-Гибсон[англ.] — Шитстейн
- Колин Кэмпбелл — «Пьянчуга»
- Аллен Мальдонадо — Ханинатс
- Коллетт Вульф — Дороти Дурвуд (сезоны 2—3)
- Магейна Това — Эми Кадингл (сезон 2)
- Тесса Феррер — Нина Кеан (сезон 2)
- Даг Бенсон[англ.] в роли самого себя (сезон 2—4)
- Самира Уайли — Джастина Джордан (сезон 3)
- Кэтлин Роуз Перкинс — Присцилла (сезон 3—4)
- Фергюсон — Бун (сезон 4)
- Энн Дудек — Уитни (сезон 4)
- Джонни Пембертон — Макс (сезон 4)

## Эпизоды
| Сезон | Сезон | Эпизоды | Оригинальная дата показа | Оригинальная дата показа | Телеканал |
| Сезон | Сезон | Эпизоды | Премьера сезона          | Финал сезона             | Телеканал |
| ----- | ----- | ------- | ------------------------ | ------------------------ | --------- |
|       | 1     | 10      | 17 июля 2014             | 18 сентября 2014         | FX        |
|       | 2     | 13      | 9 сентября 2015          | 9 декабря 2015           | FXX       |
|       | 3     | 13      | 31 августа 2016          | 16 ноября 2016           | FXX       |
|       | 4     | 13      | 6 сентября 2017          | 15 ноября 2017           | FXX       |
|       | 5     | 13      | 9 января 2019            | 3 апреля 2019            | FXX       |